# الفان الوسطانی
الفان الوسطانی (به عربی: الفان الوسطانی) یک روستا در سوریه است که در حماه واقع شده‌است. الفان الوسطانی ۸۴۷ نفر جمعیت دارد.